# АБС-пластик
АБС-пластик (акрилонитрилбутадиенстирол) (химическая формула (C8H8)x·(C4H6)y·(C3H3N)z) — ударопрочная техническая термопластическая смола на основе сополимера акрилонитрила с бутадиеном и стиролом (название пластика образовано из начальных букв наименований мономеров). Пропорции могут варьироваться в пределах: 15—35 % акрилонитрила, 5—30 % бутадиена и 40—60 % стирола.
Он может быть повторно переработан.
Некоторые виды АБС могут разрушаться под воздействием солнечного света и спустя несколько лет менять цвет. Это стало причиной одного из самых обширных и дорогостоящих отзывов автомобилей в истории США.

## Свойства
- Непрозрачный (хотя есть и прозрачный — MABS, имеет дополнительный сополимер — метилметакрилат) материал желтоватого оттенка. Окрашивается в различные цвета.
- Нетоксичность в нормальных условиях
- Долговечность в отсутствие прямых солнечных лучей и ультрафиолета[3]
- Стойкость к щелочам, азотной кислоте и моющим средствам
- Влагостойкость
- Маслостойкость
- Кислотостойкость
- Теплостойкость 103 °C (до 113 °C у модифицированных марок)
- Широкий диапазон эксплуатационных температур (от −40 °C до +90 °C)
- Растворяется в сложных эфирах, кетонах, 1,2-дихлорэтане, ацетоне, этилацетате[3]
- Плотность — 1,02—1,06 г/см³

## Применение
Используется для изготовления:

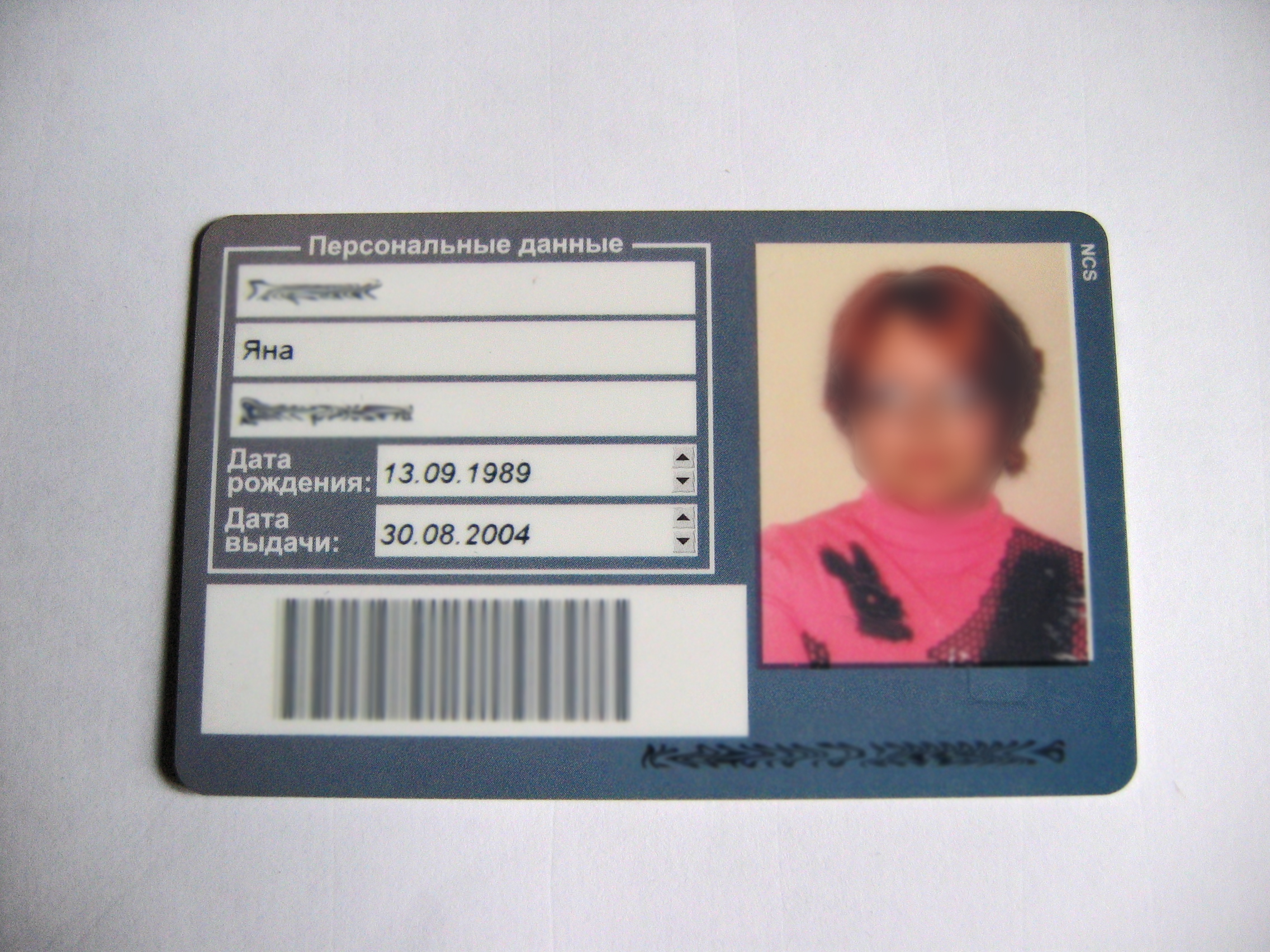
Смарт-карта для проезда в Санкт-Петербургском метрополитене

- крупных деталей автомобилей (приборных щитков, элементов ручного управления, радиаторной решётки)
- корпусов крупной бытовой техники, радио- и телеаппаратуры, деталей электроосветительных и электронных приборов, пылесосов, кофеварок, пультов управления, телефонов, факсовых аппаратов, компьютеров, мониторов, принтеров, калькуляторов, другой бытовой и оргтехники
- корпусов промышленных аккумуляторов
- спортинвентаря, деталей оружия
- лодок
- мебели
- изделий сантехники
- выключателей, розеток, вилок, удлинителей
- канцелярских изделий
- музыкальных инструментов
- настольных принадлежностей
- игрушек, детских конструкторов
- чемоданов, контейнеров
- деталей медицинского оборудования, медицинских принадлежностей (гамма-стерилизация)
- смарт-карт
- как добавка, повышающая теплостойкость и/или улучшающая перерабатываемость композиций на основе ПВХ, ударопрочность полистирола, снижающая цену поликарбонатов.

Также АБС популярен в любительских экструзионных 3D-принтерах (системах быстрого прототипирования) благодаря своей температуре стеклования — достаточно высокой, чтобы не возникало деформаций при небольшом нагреве в бытовых условиях, но достаточно низкой для безопасной экструзии с помощью стандартных инструментов.

## Мировой рынок АБС-пластика

### Динамика и объём мощности
- По итогам 2006 года, производственные мощности АБС-пластик на мировом рынке достигли 8 млн тонн, при этом по итогам данного периода потребление находилось на уровне 72 % от возможного объёма производства.[5]
- Средний ежегодный темп роста мирового рынка АБС-пластика до 2010 оценён в 5,5 %.[5]

### География
- Мировое производство АБС-пластика до восьмидесятых годов концентрировалось в основном в США. С середины 1980-х началось смещение мирового рынка АБС-пластика в страны Азии.
- На середину 2010-х годов основными мировыми регионами потребления являются страны Азии (около 55 % Китай, 7 % другие страны ЮВА), Западная Европа (8 %) и Северная Америка (9 %)[6]. В странах Юго-Восточной Азии АБС во многих областях вытесняет ударопрочный полистирол.
- На 2012 год возможности производства ABS оценивались в 9,5 млн тонн, 80 % мощностей находились в Азии. Международная торговля пластиком превышала 9 млрд долларов[7].

### Производители
В настоящее время[когда?]

 в мире существует 48 производителей АБС-пластика. Наиболее крупные из них:
- Chi Mei Corporation, Formosa Plastics Group, Dow Inc., Grand Pacific на Тайване;
- LG Chem, BASF, Lanxess, Lotte Chemical в Республике Корея;
- Techno Polymer в Японии;
- Dow Inc., Polimeri Europe, Ineos в Европе;
- ПАО «Нижнекамскнефтехим», ОАО «Пластик» в России.

Указанным производителям из Тайваня, Кореи и Японии по итогам 2005 года принадлежит около 74 % мирового производства АБС-пластика.
В апреле 2013 года производство АБС-пластиков объёмом 60 тыс. тонн в год было запущено на территории объединения ПАО «Нижнекамскнефтехим» в городе Нижнекамске Республики Татарстан. Также АБС-пластики производит ОАО «Пластик» в городе Узловая Тульской области.

## Опасность для человека
Реальная опасность, которую может представлять АБС-пластик для человека, может возникнуть в нескольких случаях:
1. Нагрев (образуются пары ядовитого акрилонитрила) материала во время производства (литьё, экструзия). Необходимы закрытые специальные боксы с мощными вытяжками и дистанционное управление процессом. Но вред от использования АБС-пластика при изготовлении прототипов по технологии 3D-печати часто преувеличивается. При печати происходит единовременный расплав очень небольшого количества пластика. В свою очередь, ПДК с. с. акрилонитрила — всего 0,5мг/м3, добиться такой концентрации при помощи одного работающего принтера в негерметичном помещении сложно.
2. Использование для пищи, маленькие кусочки пластика способны повредить внутренние стенки кишечника.
3. Использование при взаимодействии с биоматериалом (в медицине).